# Sphaerostephanos mindorensis
Sphaerostephanos mindorensis är en kärrbräkenväxtart som beskrevs av Holtt. Sphaerostephanos mindorensis ingår i släktet Sphaerostephanos och familjen Thelypteridaceae. Inga underarter finns listade.